# Passow, Uckermark
Passow là một đô thị ở huyện Uckermark, bang Brandenburg, Đức. Đô thị này có diện tích 51,33 km², dân số thời điểm 31 tháng 12 năm 2006 là 1672 người.